# Wskaźnik Herfindahla-Hirschmana
Wskaźnik Herfindahla-Hirschmana (HHI) (ang. Herfindahl-Hirschman Index), określany często jako wskaźnik Herfindahla lub w skrócie jako HHI – wskaźnik koncentracji rynku określający poziom natężenia konkurencji na tym rynku.

## Opis
Wskaźnik odwołuje się do koncepcji ekonomicznej stosowanej w prawie antymonopolowym. Nazwa pochodzi od nazwisk dwóch ekonomistów, którzy go opracowali. Wskaźnik został spopularyzowany w 1950 roku przez Orrisa Herfindahla. Późniejsza analiza wykazała, że przed nim opracował go w 1945 roku amerykański ekonomista Albert Otto Hirschman.
W teoretycznej ekonomii HHI jest zdefiniowane jako suma kwadratów udziałów w sprzedaży wszystkich przedsiębiorstw działających na rynku. Wartość tego wskaźnika może znajdować się w zakresie od 1/n (gdzie n to liczba przedsiębiorstw na danym rynku), w przypadku konkurencji doskonałej, do 1 w przypadku monopolu. Spadek wartości wskaźnika Herfindahla-Hirschmana implikuje spadek siły rynkowej producentów i wzrost konkurencyjności, a jego wzrost odwrotnie.
W prawie antymonopolowym i wśród ekonomistów praktyków HHI często oblicza się jako sumę kwadratów udziałów w rynku wyrażoną w procentach. Obliczona w ten sposób wartość HHI jest 10 000 razy większa niż obliczona w tradycyjny sposób i może wahać się pomiędzy 10 000/n a 10 000.
Wskaźnik Herfindahla to wskaźnik Simpsona – jeden z wielu indeksów różnorodności typu entropijnego używanych w badaniach nad bioróżnorodnością i ekologią krajobrazu.

## Przykład
Weźmy przykładowo 2 przypadki, w których 6 największych firm ma 90% udział w rynku, zaś pozostałe 10 firm ma po 1% udział w sprzedaży.
- Przykład 1: Największych 6 firm wytwarza po 15% ogólnej produkcji.
- Przykład 2: Największa firma wytwarza 80% ogólnej produkcji, a pozostałe 5 po 2%.

Pomimo że w obu przypadkach 6 największych firm wytwarza 90% produkcji, w pierwszym przypadku konkurencja będzie intensywna, a w drugim występuje prawie monopol. Pokazuje to dobitnie wskaźnik Herfindahla-Hirschmana
- Przykład 1: {\displaystyle {\text{HHI}}=6\times 0{,}15^{2}+10\times 0{,}01^{2}=0{,}136.}
- Przykład 2: {\displaystyle HHI=0{,}8^{2}+5\times 0{,}02^{2}+10\times 0{,}01^{2}=0{,}643.}

W konwencji prawniczej w powyższych przykładach wartość HHI wynosi odpowiednio 1360 i 6430.

## Zastosowanie do analizy fuzji
W praktyce, wskaźnik często wykorzystuje się podczas antymonopolowej analizy fuzji poziomych. W przypadku, gdy dwie firmy chcą się połączyć, HHI na rynku wzrośnie o {\displaystyle 2s_{1}s_{2},} gdzie {\displaystyle s_{1}} i {\displaystyle s_{2}} to procentowe udziały w rynku łączących się przedsiębiorstw.
Jeżeli w przykładzie 1 powyżej, firmy 1 i 2 rozważają połączenie, oznacza to, że HHI wzrośnie o {\displaystyle 2\times 15\times 15=450.} Można to również obliczyć bezpośrednio. Na rynku największa firma będzie miała udział 30%, będą 4 firmy z udziałem 15% i 10 firm z udziałem 1%. Nowa wartość indeksu HHI wyniesie zatem:
{\displaystyle HHI=30^{2}+4\times 15^{2}+10\times 1^{2}=900+4\times 225+10\times 1=1810.}
Jest to rzeczywiście o 450 więcej niż początkowa wartość 1360.
Jedną z własności HHI jest to, że jeżeli wszystkie n firm posiada jednakowy udział w rynku, 1/n, wówczas wartość HHI również wynosi 1/n. Wynika to z tego, że
{\displaystyle \textstyle HHI=\sum \limits _{i=1}^{n}{\left({\frac {1}{n}}\right)}^{2}=n{\left({\frac {1}{n}}\right)}^{2}={\frac {1}{n}}.}
Z tego powodu, praktycy ekonomii często określają wartość {\displaystyle 1/{\text{HHI}}=n} jako umowną liczbę firm na rynku, nawet jeżeli nie jest ona liczbą naturalną. Przykładowo, jeżeli {\displaystyle {\text{HHI}}=0{,}4} wówczas można usłyszeć, że na rynku działa {\displaystyle 1/0{,}4=2{,}5} firmy.

## Poziomy HHI wyznaczające dużą koncentrację rynku
W Stanach Zjednoczonych poziom HHI poniżej 1000 wskazuje na brak koncentracji, poziom od 1000 do 1800 wskazuje na umiarkowanie wysoką koncentrację, zaś powyżej 1800 na bardzo wysoką koncentrację. Przy analizie fuzji zwraca się również uwagę na spowodowany nią wzrost wskaźnika. Dodatkowej analizy wymagają zazwyczaj wyłącznie fuzje, które powodują wzrost wskaźnika o co najmniej 100 na rynkach umiarkowanie skoncentrowanych lub wzrost co najmniej o 50 na rynkach wysoce skoncentrowanych.
Natomiast Unia Europejska większą wagę przykłada do tempa wzrostu wskaźnika. Według wytycznych Unii Europejskiej, zazwyczaj nie są niepokojące fuzje na rynkach, które spełniają jeden z następujących warunków:
- wskaźnik koncentracji HHI wynosi mniej niż 1000,
- wskaźnik koncentracji HHI po fuzji wynosi od 1000 do 2000, przy jego wzroście nie przekraczającym 250, lub
- wskaźnik koncentracji HHI po fuzji wynosi ponad 2000, ale jego wzrost nie przekracza 150[3].